# 七色 (Kiroroのアルバム)
『七色』（なないろ）は、Kiroroの1枚目のミニ・アルバム。2000年7月26日発売。「涙にさよなら」「Blue Sky」の2曲を含むシングルも同時発売。発売元はビクターエンタテインメント。

## 収録曲
全編曲：重実徹
1. 涙にさよなら
  - 作詞・作曲：玉城千春
2. 笑っていようね
  - 作詞：玉城千春　作曲：Kiroro
3. 空は私のもの
  - 作詞・作曲：玉城千春
4. Blue Sky
  - 作詞・作曲：金城綾乃
5. 虹
  - 作詞：玉城千春　作曲：Kiroro
6. 天気雨
  - 作詞・作曲：玉城千春
7. ぴあの
  - 作詞・作曲：金城綾乃